# Jan Peka
Jan Peka, född 27 juli 1894 i Rataje nad Sázavou i Böhmen i dåvarande Österrike-Ungern, död 21 januari 1985 i Prag,  var en tjeckoslovakisk ishockeymålvakt som deltog i de olympiska spelen 1920 i Antwerpen, 1928 i St. Moritz och 1936 i Garmisch-Partenkirchen. 
Som ishockeymålvakt startade han sin karriär 1910 i Studentsky Hockey Cercle Karlin. 1913 vaktade han målet för Böhmens landslag i ishockey i EM. I detta mästerskap hamnade Böhmen och Belgien på samma poäng men Belgien rövrade guldmedaljerna tack vare bättre målskillnad. 
Hans blivande hockey karriär lades på is efter denna säsong. Han flyttade till Prag där han koncentrerat sig på fotboll. Man tror inte att han spelat någon hockey alls under åren 1913-1914.
Men alla hans idrottsliga intressen stoppades när han gjorde sin femåriga militärtjänst striderna under första världskriget.
Jan Peka vann en olympisk bronsmedalj i ishockey under Olympiska sommarspelen 1920 i Antwerpen. Han var med det tjeckoslovakiska laget som kom på tredje plats i ishockeyturneringen efter Kanada och USA. Tjeckoslovakien spelade tre matcher i turneringen, i den första matchen förlorade man mot Kanada med 0-15 och förlorade också nästa match med 0-16 mot USA. I kampen om bronsmedaljerna besegrade de Sverige med 1-0. Ishockeyturneringen i Antwerpen var också det första världsmästerskapet i ishockey. Totalt spelade Jan Peka vid tre olympiska spelen, där han vann ett brons, ett världsmästerskap, där han vann brons, och fyra europamästerskap, där han vann två guld och ett silver. 
Nationellt spelade han ishockey i HC Sparta Prag och LTC Prag med vilka han vann Spengler Cup och tjeckiska mästerskapen under flera år. 